# Emili Ferrer i Calbó
Emili Ferrer i Calbó (Barcelona, 1905 - ?) fou un atleta català especialitzat en marató.
Defensà els colors del FC Barcelona. L'any 1928 guanyà el primer campionat d'Espanya de marató que se celebrà, prova que es disputà a Barcelona. Fou un dels quatre atletes catalans seleccionats per als Jocs Olímpics d'Amsterdam de 1928, juntament amb Joan Serrahima, Joaquim Miquel i Josep Culí, on disputà la marató.

## Palmarès
Campió d'Espanya
- Marató: 1928